# Polyphida jakli
Polyphida jakli es una especie de escarabajo longicornio del género Polyphida, tribu Glaucytini, orden Coleoptera. Fue descrita científicamente por Viktora en 2019.
La especie se mantiene activa durante el mes de noviembre.

## Descripción
Mide 14 milímetros de longitud.

## Distribución
Se distribuye por Indonesia.